# Intonaco
L'intonaco è un tipo di malta usato con varie finalità e scopi. Il vocabolario Treccani lo definisce  come:

## Storia

### Età antica
Negli strati di insediamenti protostorici è facile rinvenire frammenti d'intonaco mescolati con strutture di combustione e terrecotte. Già vari popoli antichi intonacavano le pareti delle abitazioni e dei magazzini con il fango rendendo le strutture durevoli e resistenti agli agenti atmosferici e agli animali. Nel tempo il fango è stato poi sostituito con materiali più durevoli e alcuni reperti ancora esistenti sono di qualità paragonabile a quella odierna.
Nelle piramidi egizie si trovano affreschi realizzati oltre 4.000 anni su gesso calcinato identico al cosiddetto "intonaco di Parigi".
In Grecia, nel periodo miceneo, veniva utilizzato un intonaco la cui qualità raggiunse i massimi livelli nel V sec a.C. Esso trovava impiego nel ricoprire le pareti sia esterne che interne dei templi, a volte anche quando questi erano realizzati in marmo e come base per i mosaici. Nel periodo greco-romano, l'intonaco di superficie era generalmente realizzato con polveri di marmo e calce, compresse e ben levigate, che prendevano il nome di "marmorino" o "stucco forte", che presenta una bassa porosità ed struttura fine e compatta.

Villa di Livia

Persino Vitruvio, nel De architectura, lo indicava come materiale per la realizzazione delle volte. Mosaici e pitture murali romane realizzate sull'intonaco esistono ancora oggi, ottimi esempi si trovano a Roma, Ercolano, Pompei.
Come i greci, anche gli etruschi utilizzarono l'intonaco come base per pitture murali nei templi e negli edifici pubblici. Persino Plinio il Vecchio nella sua Hìstorìae Naturalis menziona le pitture murali allora presenti nel tempio di Ardea.

### Medioevo
Nell'Alto Medioevo le pitture murali sono fortemente influenzate dalla tradizione classica greca, romana e bizantina. Come i pittori romani, i pittori medioevali preferivano dipingere sull'intonaco ancora fresco. Venivano generalmente utilizzati due tipi di intonaco: uno più grezzo per la parte inferiore (1-3 cm di spessore) e uno più fine per quella superiore (2–5 cm). Gli intonaci utilizzati per la preparazione delle pitture murali potevano contenere elementi organici e inorganici come sabbia, polvere di laterizio (colore rosato) o paglia.
A volte veniva steso un intonaco intermedio di bianco di calce sul substrato che appena asciutto veniva subito rimosso per essere sostituito con un intonaco finale. In alcuni casi l'intonaco intermedio veniva lasciato in posa anche per un periodo considerevole. Esso poteva essere utilizzato in diversi modi, ma generalmente fungeva da base per la realizzazione dei disegni preliminari prima o dopo la stesura del colore di sfondo.
Esempi di come questo venisse usato si possono ancora vedere:
- nella cripta esterna dell'abbazia di CorvayCorvey Abteikirche
- nei soffitti del IV sec a Treviri

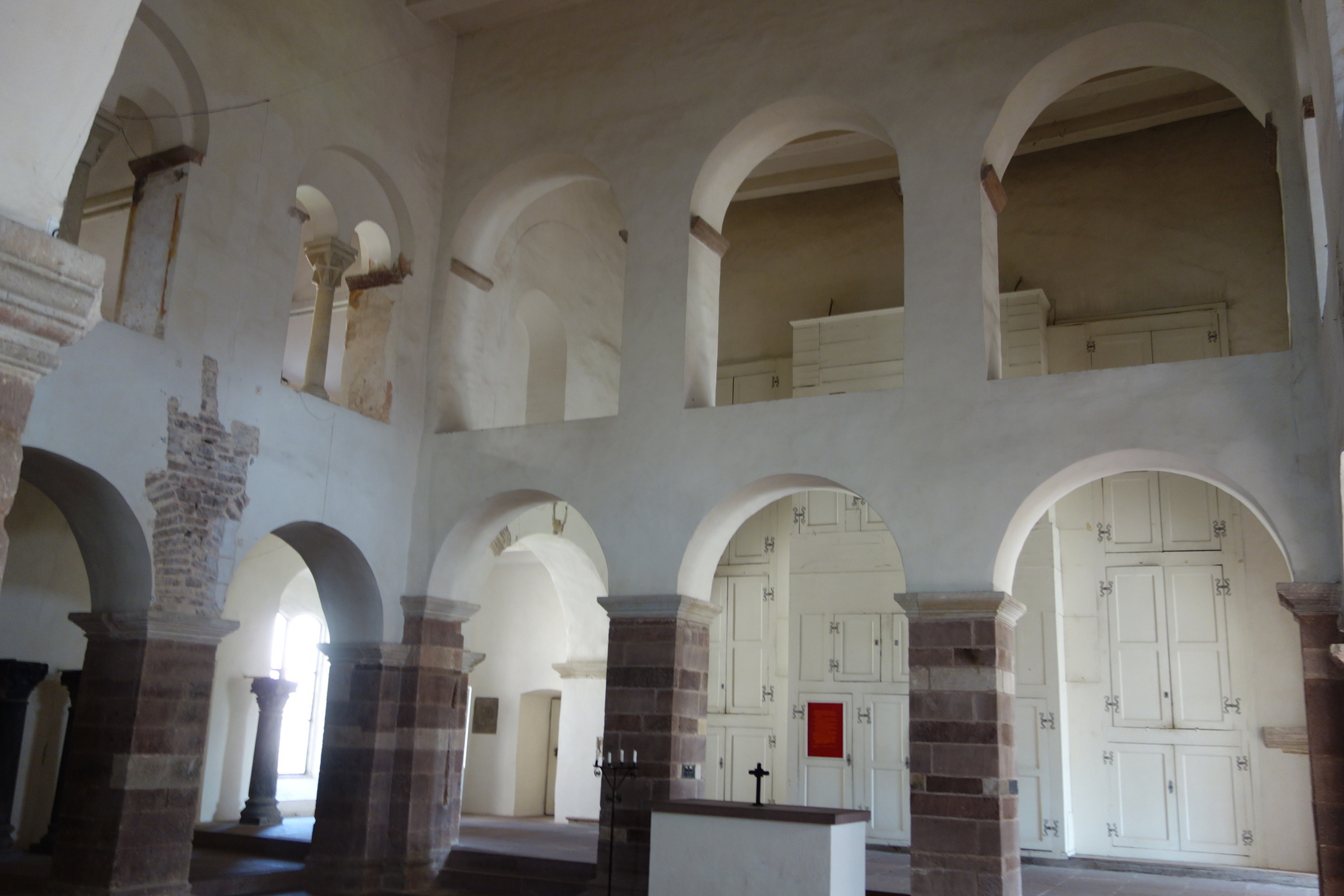
Corvey Abteikirche

- nella chiesa inferiore di S. Martino ai Monti
- nella cripta di Epifanio nell'abbazia di S. Vincenzo al Volturno
- nell'oratorio merovingio di Saint-Martin ad Angers
- nella chiesa di S. Salvatore a Brescia
- nel monastero di S. Giovanni a Müstair
- nell'abbazia di Steinbach
- nella Torhalle di Lorsch
- nella chiesa di St. Dionysius a Esslingen
- nella basilica dei Santi Silvestro e Martino ai Monti a RomaRoma - Basilica dei Santi Silvestro e Martino ai Monti - 001

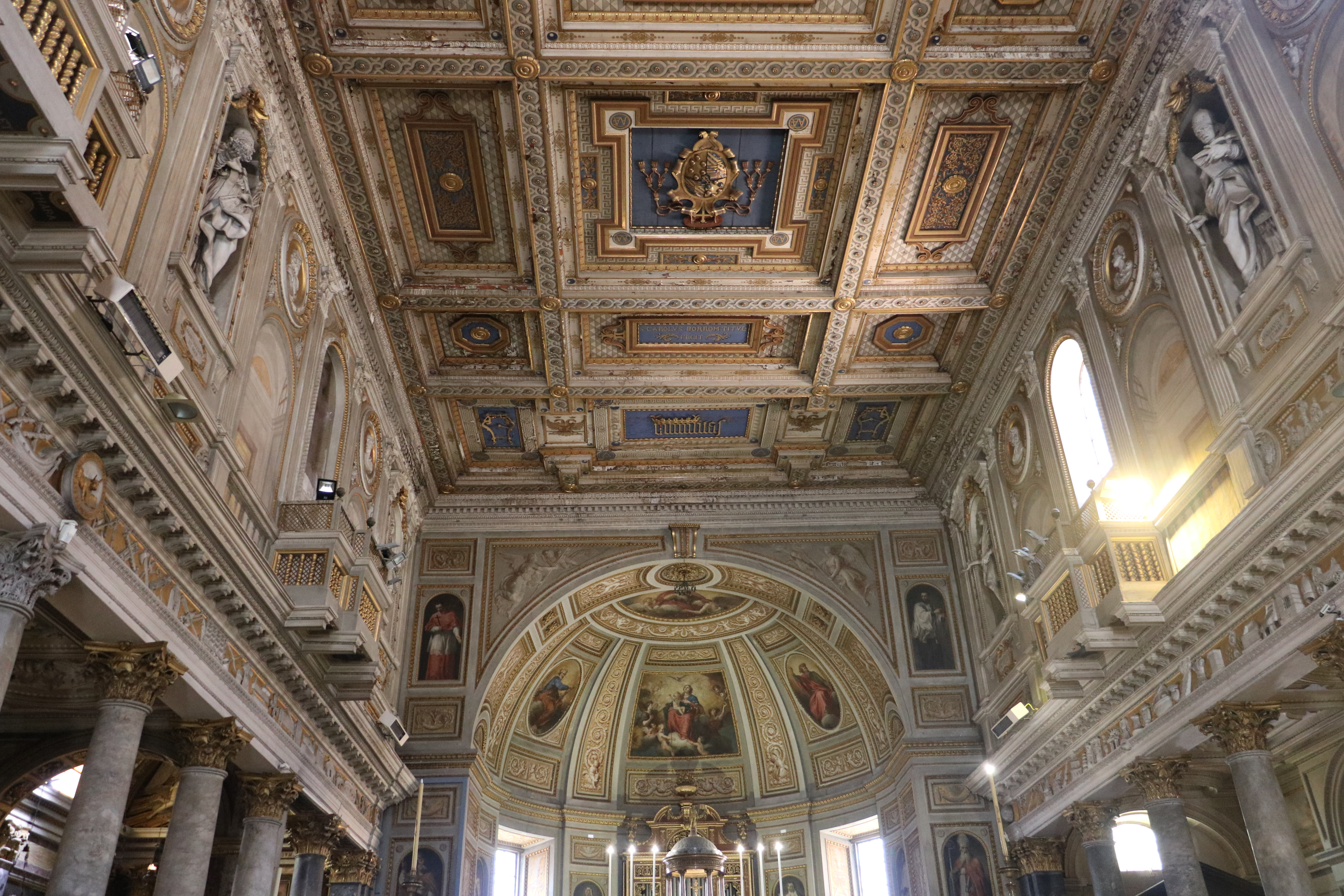
Roma - Basilica dei Santi Silvestro e Martino ai Monti - 001

- nella chiesa di S. Maria foris portas a Castelseprio
- nella cappella degli Scrovegni a Padova
- nella chiesa di S. Maria Antiqua a Roma
- nella torre del monastero di S. Maria a Torba
- nella chiesa di San Giorgio a Oberzell
- nell'abbazia di Farfa

La pittura murale subisce però un'involuzione tra il III e il XII secolo d.C.in cui vennero utilizzati intonaci sottili, stesi frettolosamente e con poca cura. Pertanto si doveva procedere con l'applicazione rapida del colore per non fare seccare l’intonaco.

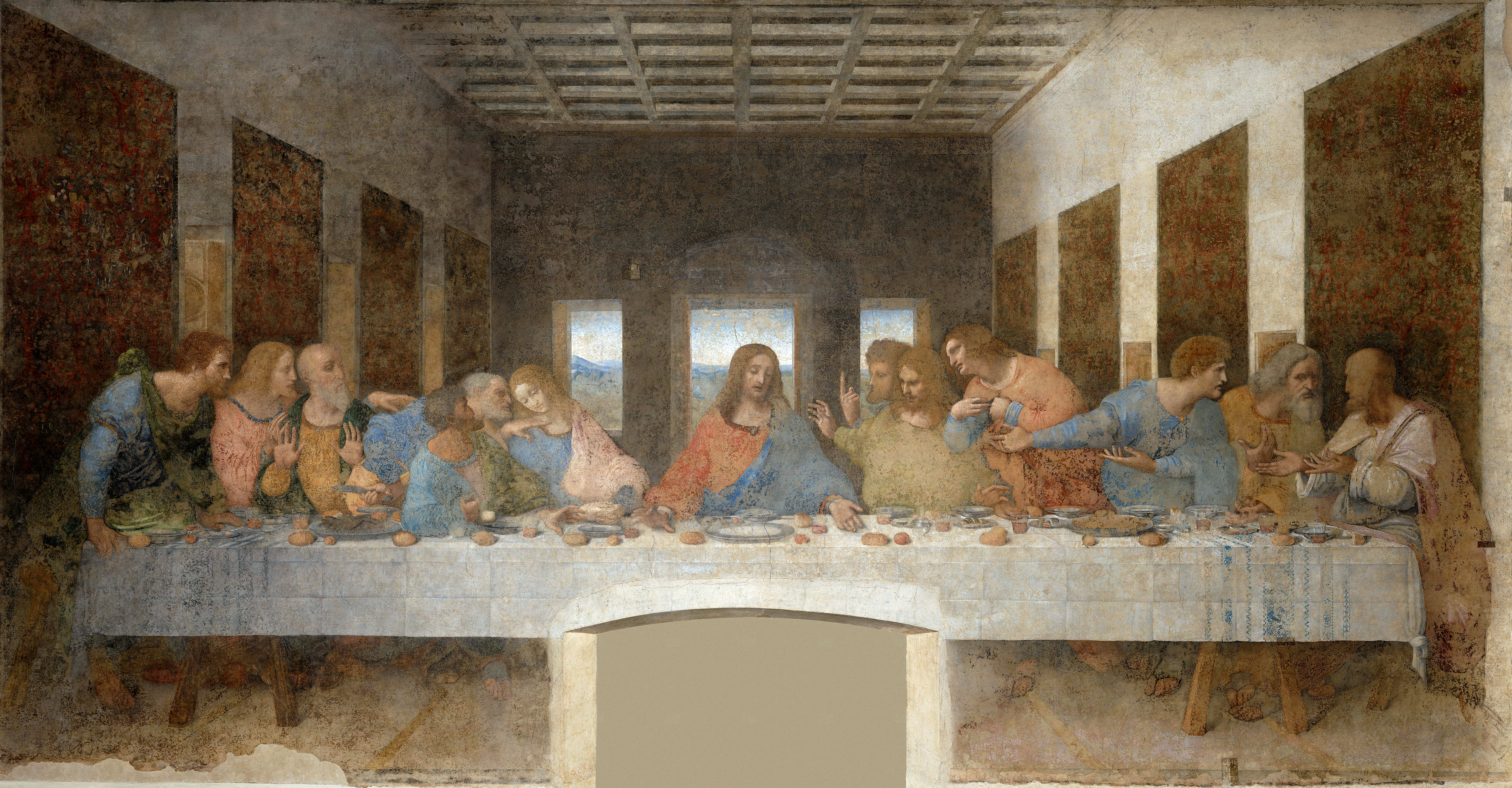
Leonardo da Vinci (1452-1519) - The Last Supper (1495-1498)

### XV - XVI sec
Uno dei più grandi capolavori realizzato su intonaco di questo periodo è il Cenacolo di Leonardo da Vinci.

## Composizione
Si tratta di un rivestimento murario costituito da un impasto di tre componenti:
1. il legante: calce, cemento o gesso
2. l'inerte: sabbia di vario tipo, ghiaia e pietrisco
3. il diluente: si usa prevalentemente l'acqua

La componente inerte è quella predominante (65-70%) ed è responsabile del volume, della struttura dell'intonaco, ovvero frena il fenomeno del ritiro e riduce il rischio della formazione di crepe. Comunemente si utilizza sabbia di fiume. Quando il legante viene mescolato con il diluente forma un composto adesivo in grado di far aderire tra loro le particelle inerti. In base al rapporto legante + diluente / inerte si otterrà un intonaco più o meno malleabile che asciugandosi s'indurisce. Il legante continua a tenere insieme le diverse componenti anche dopo l'evaporazione dell'acqua, dando vita ad una rifinitura protettiva in grado di resistere agli agenti atmosferici. A volte possono essere presenti anche dei coloranti e coadiuvanti come la pozzolana.

## Tipologia
Esistono diversi tipi d'intonaco classificati in base a:
1. tipo di legante
  - intonaco di gesso
  - intonaco di calce aerea
  - intonaco di calce idraulica
  - intonaco cementizio
  - intonaco plastico: intonaco cementizio a cui si aggiunge uno o più additivi per migliorarne le capacità plastiche
  - intonaco bastardo: formato dalla miscela di diverse malte
2. granulometria dell'inerte
  - intonaco a grana fine: liscio e facile da lavorare, ha una bassa resistenza meccanica
  - intonaco a grana media: di tipo rustico, caratterizzati da resistenza e lavorabilità medie, usato per legare le murature interne
  - intonaco a grana grossa: solo da esterno, ha un'elevata resistenza meccanica
3. materiali, attrezzature e tecniche per la messa in opera
  - intonaci ordinari
    - intonaco civile
    - intonaco grezzo
    - intonaco rustico

  - intonaci speciali
    - intonaco additivato
      - intonaco ignifugo: utilizzato per la protezione di strutture portanti in acciaio, cemento armato, elementi in laterizio o di calcestruzzo al fine di aumentare la resistenza al fuoco
      - intonaco deumidificante: utilizzato per il risanamento delle murature interessate dall'umidità
      - intonaco portarete da cappotto
      - intonaco per restauro e recupero del cemento armato
      - intonaco fibrorinforzato: utilizzato per il ripristino di intonaci caratterizzati da bassa tendenza al ritiro
      - intonaco termoisolante: utilizzato per contribuire alla coibentazione termica
      - intonaco acustico: utilizzato per aumentare il potere fonoassorbente di un edificio
      - intonaco espandente: riduce la tendenza a formare fessure da ritiro e quelle prodotte dalle dilatazioni termiche o da movimenti diversi dei supporti
      - intonaco con additivi ritardanti o acceleranti di presa

    - intonaco a stucco
    - intonaco plastico
    - intonaco monostrato
4. tecnica di realizzazione
  - intonaco a uno strato
  - intonaco a due strati
  - intonaco a tre strati
5. utilizzo
  - per interni
  - per esterni

## Preparazione e applicazione

### Il mescolamento della malta
Il legante viene mescolato con l'inerte al fine di evitare grumi e poi viene aggiunta l'acqua.

### Preparazione della superficie
Prima di poter stendere l'intonaco è bene preparare la superficie che deve risultare il più pulita possibile e perfettamente verticale.

### Posa dell'intonaco

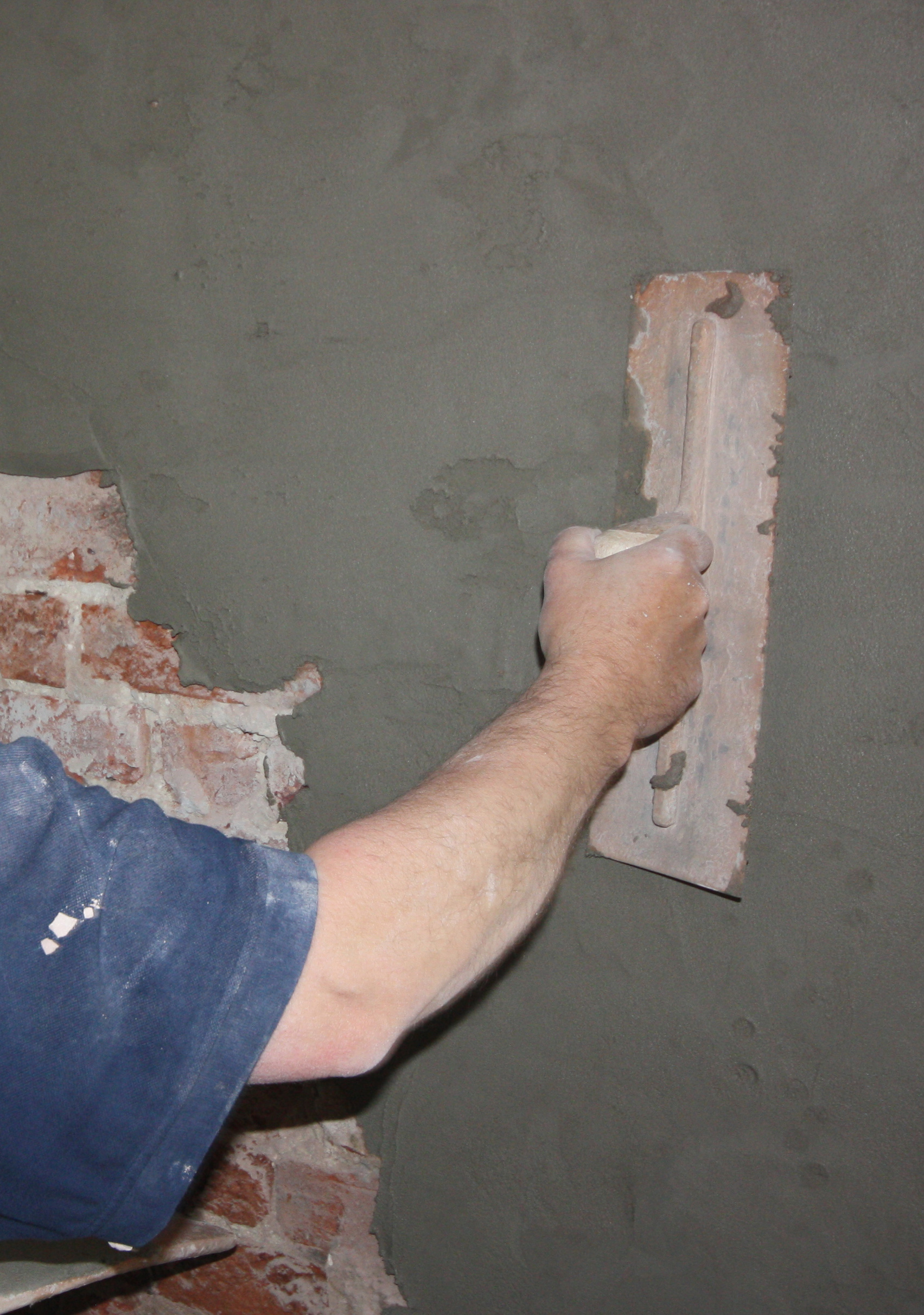
Stesura dell'intonaco cementizio

La stesura dell'intonaco deve essere fatta tenendo conto delle caratteristiche del prodotto scelto e di quanto questo possa "ritirarsi" dando origine a delle crepe. Proprio per evitare la formazione di crepe, stabilire un'ottima adesione al supporto ed una apprezzabile levigatezza della superficie, è pratica comune stendere più strati di malta:
1. rinzaffo: a diretto contatto con il substrato;
2. arriccio;
3. finitura.

L'intonaco classico viene steso utilizzando la cazzuola, mentre l'intonaco a gesso viene steso utilizzando il frattazzo di metallo o sistemi a spruzzo con pompe e miscelatori automatici.
Il rinzaffo ha lo scopo di far aderire l'intonaco al substrato, livellare e regolare la superficie, ovvero regolare l'assorbenza idrica delle superfici per garantire l'aderenza degli strati successivi. Viene realizzato con un impasto fluido che viene applicato dal basso verso l'alto stando attenti a farlo penetrare nei giunti e nelle fessure.
L'arriccio è lo strato intermedio che garantisce una superficie complanare, resistente all'acqua e dalla buona resistenza meccanica. La malta utilizzata in questo strato contiene una minore quantità di legante e di acqua al fine di garantirne la compattezza e la scarsa tendenza alla fessurazione.
La finitura è lo strato più superficiale realizzato con malta a grana fine che rende la superficie liscia ed omogenea. Deve essere applicato a rasare e lisciato con frattazzo in senso circolare.
La corretta applicazione dell'intonaco evita l’insorgere di problemi, quali: la scarsa consistenza e compattezza dello strato di intonaco con conseguente difficoltà nella stesura e di resistenza delle pitture di finitura, screpolature da ritiro, distacchi tra i vari strati, efflorescenze in superficie di sali non carbonatati.

### Indurimento
L'indurimento dell'intonaco può avvenire in diversi modi a seconda del tipo di legante utilizzato:
- per perdita d'acqua nel caso delle terre argillose
- per assorbimento d'acqua che cristallizza con materiale nel caso del gesso
- per reazione chimica come nel caso della calce

## Difetti
L'intonaco può presentare diversi difetti derivanti da cause diverse:
| Difetto                                                                                               | Causa |
| --- | --- |

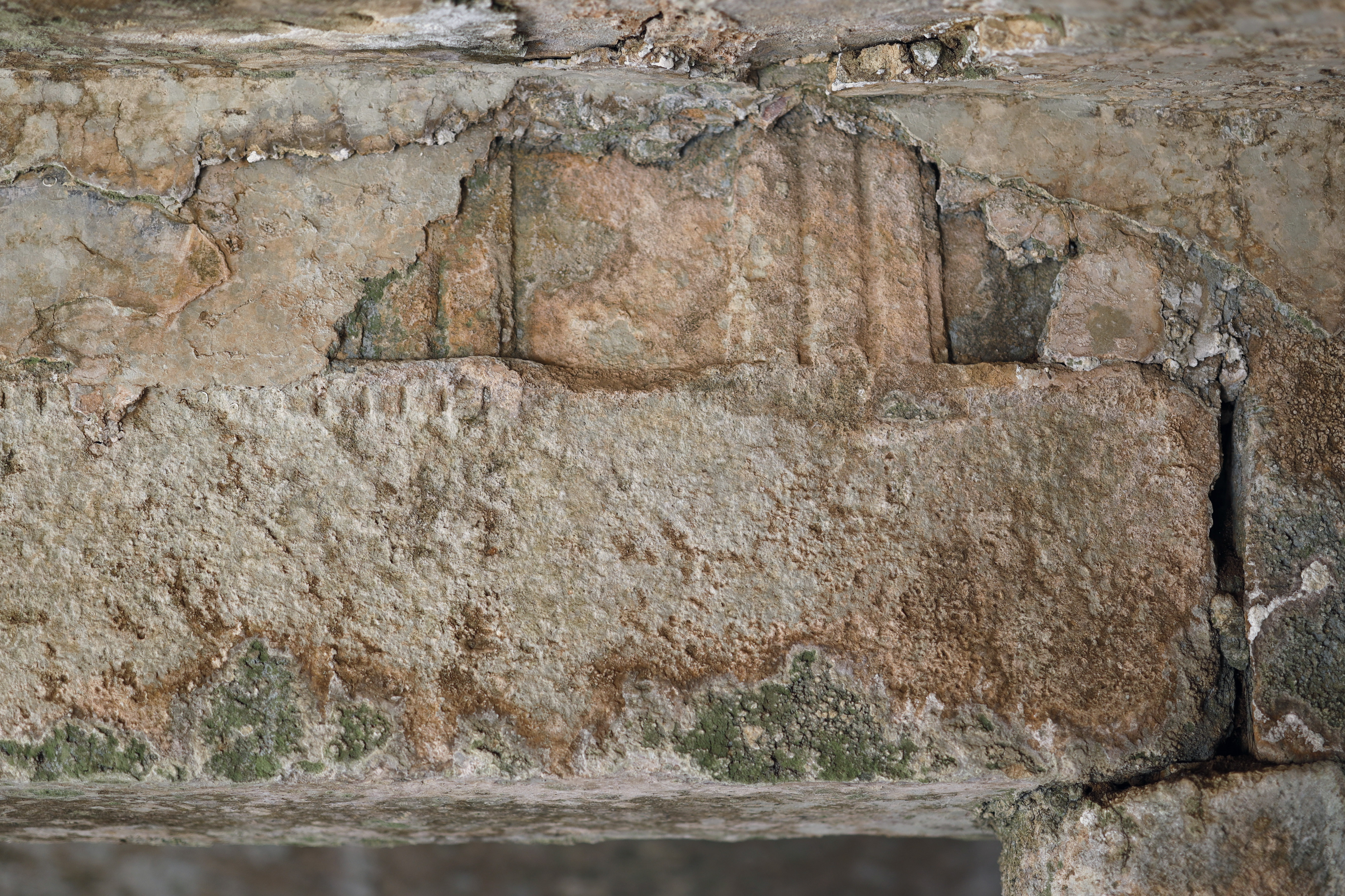
Distacco dell'intonaco

| Disgregazione, distacco, adesione a cartella, miscrofessure                                           | - qualità, tipo e dosaggio dei componenti - mala esecuzione - posa in condizioni ambientali sfavorevoli - eccesso di leganti o acqua - presenza di granuli                                                                    |
| Crepe, disgregazioni e distacchi, rigonfiamenti, alterazioni cromatiche superficiali, scarsa adesione | - supporto instabile - inadeguata compatibilità supporto/intonaco - umidità - inosservanza dei tempi di maturazione - rapida essiccazione                                                                                     |
| Disgregazioni, affioramento di sali e sostanze solubili, alterazioni cromatiche                       | - umidità del terreno - esposizione agli agenti atmosferici - forti escursioni termiche - insufficiente quantità d'acqua - bassa traspirazione - depositi di polveri e inquinanti - messa in opera a temperature troppo basse |